# Lenguas indoarias centrales
Las lenguas indoarias centrales constituyen demográficamente la principal rama de las lenguas indoarias, habladas principalmente en India (aunque el urdu es una lengua alóctona con reconocimiento en Pakistán) y Nepal, fundamentalmente en los estados de Rayastán, Uttar Pradesh y Madhya Pradesh.
La lengua más conocida del grupo es el hindi-urdu que es oficial tanto en India como en Pakistán. El antecesor común de estas lenguas habría sido el śauraseni.

## Clasificación
Las lenguas indoarias centrales están formadas por varios grupos que algunos autores consideran como lenguas filogenéticamente independientes. La agrupación más comprensiva de lenguas indoarias centrales incluye:
- Indoario norcentral o pahari
  - Lenguas pahari centrales: Garhwali, Kumauni.
  - Lenguas pahari orientales: Nepalí (Gurkali), etc.
- Indoario centro-occidental
  - Lenguas rayastaníes: 
    - Rayastani
    - Marwari

  - Lenguas guyaratíes: 
    - Guyaratí

  - Lenguas bhil
  - Lenguas khandeshi
  - Domarí
  - Romaní[1]
- Indoario centro-oriental, madhya o hindi
  - Hindi occidental: Indostánico (hindi, urdu).
  - Hindi oriental: Hindi de Fiyi, chhattisgarhi, awadhi, bagheli, dhanwar.

Algunos autores consideran que el panyabí oriental como parte del grupo centro-occidental de las lengua indoarias centrales.